# Kronberger Hof

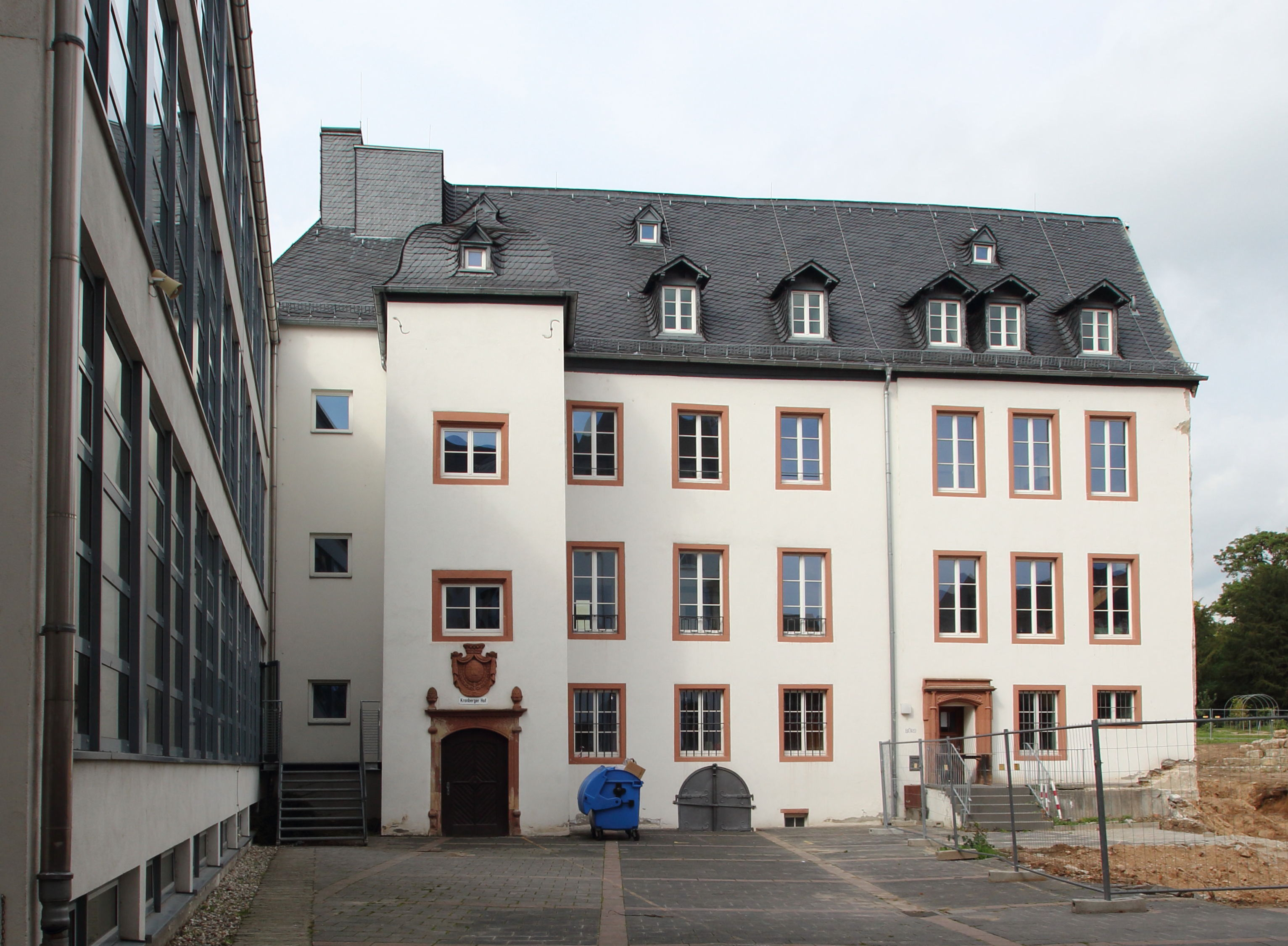
Kronberger Hof in Geisenheim

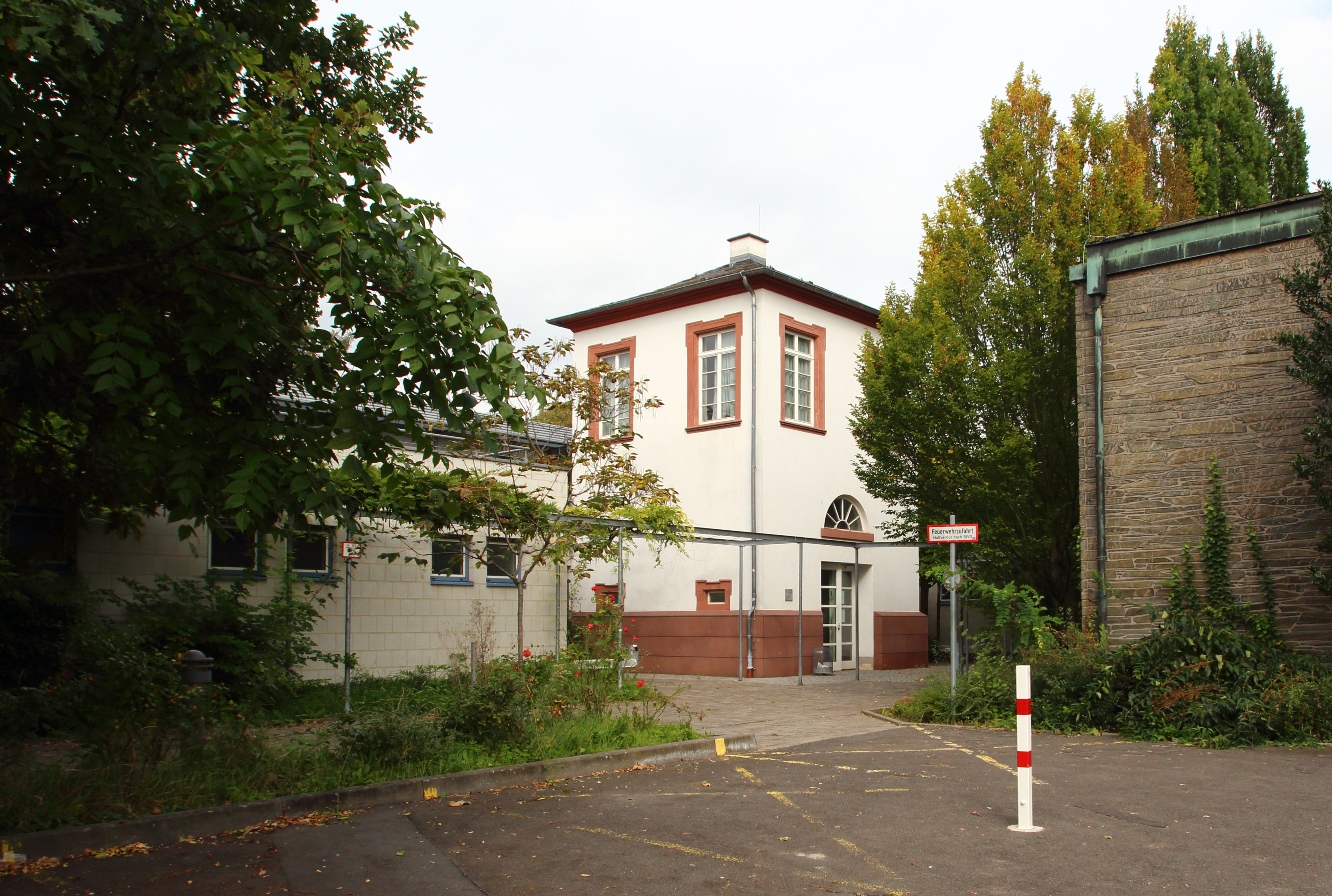
Ehemaliger Gartenpavillon

Der Kronberger Hof ist ein in der 2. Hälfte des 16. Jahrhunderts entstandener ehemaliger Adelshof in Geisenheim im Rheingau. Ein verbliebenes denkmalgeschütztes Gebäude ist neben einem ebenfalls erhaltenen Gartenpavillon seit 1894 Teil der St. Ursula-Schule.

## Geschichte
Als Hof von der Leyen wurde der Hof 1581 anstelle 13 bürgerlicher Häuser für Hans Andreas von der Leyen errichtet. 1616 erwarb der Mainzer Erzbischof und Kurfürst Johann Schweikhard von Cronberg den Hof, der von nun an Cronberger Hof hieß. Zum Grundbesitz gehörten verschiedene Gebäude, Gärten, Weinberge, Äcker und Wiesen, die von Hofleuten und Pächtern bewirtschaftet wurden.
Nach Wechsel vieler Besitzer, unter denen sich wahrscheinlich zeitweise auch die Familie Brömser aus Rüdesheim befand, gelangte das Gut 1732 mit Johann Franz Heinrich Carl Graf von Ostein in Besitz der Familie Ostein. Unter Karl Maximilian von Ostein wurden Teile des Gartengeländes für die Errichtung des Palais Ostein genutzt. 1801 erwarb Franz Georg Karl von Metternich, der Vater des österreichischen Staatskanzlers Metternich das Gut. Bei weiteren Besitzerwechseln wurden Gebäude und Garten vom restlichen Grundbesitz getrennt. 1893 konnte schließlich der Ursulinenorden Gebäude und Garten vom Berliner Weinhändler Andrew Thorndyke erwerben und am 4. April 1894 ein neues Kloster mit einer Höheren Mädchenschule und Pensionat eröffnen. 1899 wurde das ursprünglich symmetrische Gebäude nach Osten um drei Achsen verlängert. Für den Bau eines neuen Schulgebäudes wurden 1964 drei Achsen nach Westen abgerissen.

## Beschreibung
Der Kronberger Hof ist ein dreigeschossiger Steinbau mit Satteldach und vorgelagertem Treppenturm. Von den zwei Renaissanceportalen befand sich das mit der Jahreszahl 1581 bezeichnete Portal wahrscheinlich ursprünglich an der Rückseite des Hauses. Über dem mit 1616 bezeichneten Portal befindet sich eine Kartusche mit dem Wappen der Familie Metternich aus jüngerer Zeit. Der um 1720/30 entstandene Gartenpavillon weist eine bemerkenswerte Stuckdecke auf, die der Schule des Tessiner Stuckateurs Carlo Maria Pozzi zugewiesen wird. Der Pavillon dient seit 1995 als Eingangsbau einer neuen Sporthalle.